# Ямниці
Ямниці (пол. Jamnice) — село в Польщі, у гміні Бжезіни Каліського повіту Великопольського воєводства.
Населення — 199 осіб (2011).
У 1975-1998 роках село належало до Каліського воєводства.

## Демографія
Демографічна структура станом на 31 березня 2011 року:
|          | Загалом | Допрацездатний вік | Працездатний вік | Постпрацездатний вік |
| -------- | ------- | ------------------ | ---------------- | -------------------- |
| Чоловіки | 104     | 22                 | 71               | 11                   |
| Жінки    | 95      | 21                 | 53               | 21                   |
| Разом    | 199     | 43                 | 124              | 32                   |